# Teatrul Arab-Ebraic din Jaffa
Teatrul Arab-Ebraic este un teatru multilingv, situat în vechea casă Saraya din orașul vechi Jaffa. Ea servește ca o scenă pentru două companii de teatru care lucrează independent și împreună în două limbi: ebraică și arabă. Compania evreiască este "Teatron Mekomi (Teatrul Local)", înființată în 1990 de Yigal Ezrati și Gabi Eldor, iar compania arabă este "Al-Saraya", înființată în 1998. Teatrul este finanțat parțial de Ministerul Culturii și de Municipiul Tel Aviv. Teatrul are trei directori de artă: Mohammad Bakri, Yigal Ezrati și Gabi Eldor.

## Istorie
Teatrul arab-ebraic din Jaffa a fost înființat în 1998. Teatrul este alcătuit din 8 membri ai personalului. Resursele bugetare pentru un an se ridică la 2 milioane NIS, cu sprijinul Ministerului Culturii și al municipiului Tel-Aviv-Yaffo. Teatrul deține proiecte comunitare și educaționale pentru tineri, activați la nivel local și în periferii au loc spectacole cu mesaje sociale urmate de discuții. Teatrul deține două mari festivaluri anuale pentru femei și copii. Principalii parteneri pentru proiectele de mobilizare sunt Ministerul Educației și Consiliul de loterie din Israel.

## O scenă. Două companii
Scopul teatrului este de a aduce cele două culturi unice și cu probleme de conflict împreună sub același acoperiș prin teatru. Clădirea a fost dată celor două companii de către municipalitatea din Tel Aviv. Aceasta a suferit renovări semnificative datorită vechimii clădirii, dar și datorită nevoii de conservare și remodelare pentru a se potrivi unui teatru. Directorul artistic al companiei arabe este Adib Jahshan. Ambele companii desfășoară spectacole în ebraică și arabă, împreună și independent. Teatrul oferă oportunități pentru ambele grupuri de a-și exprima artistic diferențele etnice pe aceeași scenă. Din când în când, cei doi se întâlnesc pentru a discuta anumite subiecte, dar fiecare companie se auto-gestionează.
Teatrul este finanțat de municipalitatea din Tel Aviv și de Ministerul Culturii, datorită convingerii că un teatru unic care integrează etniile și comunitățile este semnificativ și important în pofida oricăror dificultăți financiare.

## Misiune și obiective
Teatrul arab-ebraic este unic printre teatrele israeliene, atât pentru misiunea sa socială și politică, cât și pentru limba sa teatrală. În Teatrul Arab-Ebraic, multi-cultura nu este o simplă expresie, ci un fapt de viață și ideologie. Într-un oraș în care arabii și evreii trăiesc alături, teatrul promovează cunoașterea și înțelegerea celor două culturi, nu numai prin producțiile sale, ci și prin colaborarea cu comunitățile multietnice din Jaffa și din Israel, în special, oferind o structură teatrală de interacțiune pentru arabi și evrei.
Teatrul arab-ebraic din Jaffa deține două festivaluri anuale importante, un festival de trei zile pentru femeia arabă evreiască, care include piese, dans, discuții pe panouri, proiecții de filme și lecturi de poezie create și executate de femei. Evidențierea realizărilor femeilor arabe, are loc în luna martie împreună cu Ziua internațională a femeii. În timpul sărbătorii Succot, teatrul deține "Festivalul Internațional de Teatru pentru Copii" în arabă și ebraică, în plus teatrul oferă ateliere de actorie pentru tinerii arabi și evrei, stagii pentru dramaturgi și alți artiști de teatru. Ambele festivaluri reunesc pentru prima dată populații care altfel nu se întâlnesc și nu împărtășesc interese comune.

## Unitatea de opoziție
Este cunoscut faptul că teatrul este controversat în mai multe privințe, de exemplu, în modurile sale noi și vechi de prelucrare a textelor, a identităților sale arabe și evreiești, a tinerilor și vechilor actori și a fuziunii dintre teatru, teatru modern și tradițional (de ex. Shakespeare). Teatrul a găzduit mai multe spectacole și evenimente, inclusiv festivalul internațional de poezie Sha'ar, produs de Fundația Helicon. Din 2004 până în 2008, piesa de teatru a lui Hanoch Levin, Tu, Eu și Războiul Următor, a fost prezentată de pianistul Bart Berman, împreună cu echipajul original care a jucat în premiera producției din 1968.

## Producții teatrale
- Orfanii din Jaffa, produs de Yigal Ezrati
- In seara asta am dansat din nou, produs de Yigal Ezrat, Gabi Eldor
- Crima politică, produsă de Yigal Ezrati
- Comitetul de Reconciliere și Adevăr, produs de Yigal Ezrati
- Double Lonliness, o producție comună a Teatrului Mekomi și a Teatrului Al-Saraya, poezie ebraică-arabă, regizată și editată de profesorul Shimon Lev
- Akh Akh Boom Trakh, în regia lui Norman Issa